# Chantal Jones
Heather Chantal Jones (Austin, 8 settembre 1988) è una modella e attrice statunitense, seconda classificata ad America's Next Top Model.

## America's Next Top Model
Chantal è stata forse più conosciuta per la sua personalità frizzante. Le sue fotografie sono state generalmente lodate dai giudici, è arrivata in fondo una sola volta durante la competizione. Riuscì a guadagnarsi la finale con Saleisha Stowers. Durante la sfida finale sulla passerella a Pechino, in Cina, ha affrontato difficoltà quando un artista sui trampoli è caduto sul velo del suo vestito, che l'ha costretta a perdere temporaneamente la sua compostezza. Alla fine, a causa della sua apparenza da ragazza della porta accanto e di bell'aspetto, Stowers ha vinto il concorso rendendo Jones la seconda arrivata.

## Carriera
Chantal ha firmato con Nous Model Management, LA Models e Paragon Model Management in Messico. A Hong Kong, Chantal ha firmato con la Synergy. 
Ha partecipato alle sfilate di Oscar de la Renta, Whitley KROS, Jenny Han, Falguni e Shane Peacock al Los Angeles Fashion Week nel 2008 e al Mercedes-Benz Fashion Week. Inoltre ha sfilato per Celestio Couture. Al Mercedes-Benz Fashion LA Week Primavera 2009, ha sfilato per Whitley KROS e Ed Hardy. Ha anche sfilato per il Los Angeles International Textile Show.

## Televisione
Ha avuto un ruolo di guest star in un episodio di The Bold and the Beautiful, in onda il 17 novembre 2008 su CBS. È apparsa in Fashion TV per tre volte.

## Music Video
È apparsa nel video musicale di I Gotta Feeling dei Black Eyed Peas. Inoltre, è la protagonista del video musicale "Don't Wanna Cry" di Pete Yorn.